# Barbara Prammer
Barbara Prammer, née le 11 janvier 1954 à Ottnang am Hausruck et morte le 2 août 2014 à Vienne, est une femme politique autrichienne affiliée au Parti social-démocrate d'Autriche.

## Biographie
Diplômée de l'université de Linz, elle est chargée du portefeuille des Affaires féminines et de la Protection des consommateurs dans le gouvernement du chancelier Viktor Klima de 1997 à 2000, puis est élue à la présidence du Conseil national, la Chambre basse du Parlement fédéral autrichien, en 2006. Reconduite à cette charge après les élections de 2008, puis de 2013, elle décède durant l'exercice de ses fonctions, en 2014 ; âgée de soixante ans, elle est terrassée par un cancer du pancréas.

## Distinctions
Elle est promue commandeur de la Légion d'honneur en 2014.